# Будинок Івана Мазепи (Бердичів)
Будинок Івана Маземи — одноповерховий житловий будинок у місті Бердичеві, відомий тим, що деякий час належав Івану Мазепі — Гетьману Війська Запорозького, голові козацької держави на Лівобережній Україні. Будинок до наших часів не зберігся. Був він за адресою вул. Європейська, 29 (колишня вулиця Білопільська).

## Історія
Перші згадки про будинок сягають початку XVIII століття. У 1702 році на Правобережній Україні, яка на цей час входила до складу Речі Посполитої, вибухнуло повстання правобережного козацтва, яке очолив популярний у народі полковник Семен Палій. Незабаром перед повстанцями впали такі твердині Речі Посполитої, як Немирів, Біла Церква та Бердичів.
У травні 1704 року Іван Мазепа отримав наказ російського царя Петра І про введення козацького війська на Правобережжя з метою допомоги польському королеві Августу ІІ зважаючи на загрозу шведського завоювання Речі Посполитої. Свою головну квартиру Іван Мазепа розмістив у Бердичеві, проживав у будинку на Білопільській вулиці. Війська, з якими прийшов Мазепа, розмістились навколо містечка. У Бердичеві відбувся арешт одного з ватажків повстання — полковника Семена Палія: 1 серпня 1704 року Семен Палій прийшов до головної квартири Мазепи, де його прийняли бенкетом. Уночі, коли полковник міцно спав, його схопили й кинули до в'язниці, що знаходилася на території бердичівського кляштору.
У 1708 році Іван Мазепа став на бік шведського короля Карла XII з розрахунком створити Князівство українське, незалежне від московитів; Мазепа мав бути князем українським або гетьманом довічним. За зраду московському цареві за розпорядженням царя Петра I Російська православна церква оголосила анафему Іванові Мазепі. Його майно перейшло у власність держави.

## Подальша доля будинку
Будинок на Білопільській у Бердичеві зберігся. За радянської доби будинок націоналізували, він входив до житлового фонду міськради.
Будинок проіснував до початку 1980-х років, після чого як такий, що не підлягав ремонту, був розібраний. На його місці у 1986 році збудували кафе «Казка».
Будинок Мазепи вважався однією з туристичних цікавинок Бердичева. Так, Бердичівське бюро екскурсій та подорожей розмістило на залізничному вокзалі плакат, на якому рекламувало будинок Мазепи та запрошувало відвідати наше місто.
На жаль, на сьогодні відомо лише декілька фотографій цього будинку, які дозволяють ознайомитись із його виглядом та архітектурним стилем побудови.